# 吉田健司 (バスケットボール)
吉田 健司（よしだ けんじ、1959年5月26日 ）は、東京都出身のバスケットボール指導者、元バスケットボール男子日本代表ヘッドコーチである。現在は、筑波大学 体育系 准教授で、筑波大学男子バスケットボール部ヘッドコーチ。

## 人物
都立北園高校から筑波大学に進学。1979年関東大学リーグでリバウンド王を獲得。1981年関東大学リーグでは敢闘賞に選ばれる活躍を見せる。
卒業後は東芝に入社しバスケ部に所属。中心選手として活躍して2部優勝と1部昇格に貢献、新人王も獲得する。
引退後は社業に専念した後、アシスタントコーチを経て、ヘッドコーチに就任。1999-2000シーズンには、オールジャパン、日本リーグの2冠に導いた。
2001年から2003年には、男子日本代表ヘッドコーチに就任。
2003年に東芝のスタッフに在籍して母校である筑波大学男子バスケットボール部の技術顧問に就任。
2004年4月からは筑波大学男子バスケットボール部のコーチに就任し、2006年4月より筑波大学の教員に採用され、監督にして男子チームの指揮を執っている。
2006年の世界バスケではCSの解説も務めた。
2014年の第66回全日本大学バスケットボール選手権で61年ぶりの優勝を飾る。その後2015年、2016年と3連覇。
2019年も優勝をしている。